# Термодинамічні параметри
Термодинам́ічні парáметри газу або пара́метри ста́ну термодинамі́чної систе́ми — фізичні величини, що однозначно характеризують стан термодинамічної системи і не залежні від її передісторії. Ці величини, що можуть змінюватися із зміною самої системи внаслідок її взаємовпливу з навколишнім середовищем.

## Загальна характеристика
Щоб визначити, чи дана фізична величина є параметром стану, необхідно розглянути її зміну при переході системи з одного стану до іншого. Якщо зміна фізичної величини залежить від виключно від початкового і кінцевого станів, то така величина є параметром стану. Якщо ж зміна фізичної величини залежить від способу переходу від початкового до кінцевого стану (залежить від передісторії), то така величина не є параметром стану (наприклад, теплота, робота).
Не всі параметри стану можуть змінюватися незалежно один від одного. Завжди можна виділити декілька незалежних параметрів, що характеризують стан системи. Параметри, які не входять до незалежних і які не вимірюються безпосередньо, називаються функціями стану.
Термодинамічний стан можна охарактеризувати сукупністю величин — термодинамічними параметрами (р, υ, T, S) та термодинамічними функціями (U, H, F, G) стану термодинамічної системи, де: р — абсолютний тиск; υ — питомий об'єм; Т — абсолютна температура; S — ентропія; U — внутрішня енергія; Н — ентальпія; F — потенціал Гельмгольца; G — потенціал Ґіббса.
Поділ зазначених величин на параметри і функції стану до певної міри є умовним. До числа параметрів стану при
цьому відносять ті величини, які при математичному описі загальних термодинамічних властивостей систем або робочих тіл найзручніше вибирати попарно як незалежні змінні (р, V, T, S). Групу характеристичних функцій стану становлять величини, за допомогою яких (або через похідні яких) найпростіше можуть бути виражені термодинамічні властивості робочого тіла або системи (U, H, F, G).

## Класифікація
Термодинамічні параметри можна поділити на основні та допоміжні. До основних термодинамічних параметрів належать такі, які легко визначити простими технічними засобами, як-от тиск, температура та питомий об'єм. Сукупність зазначених основних термодинамічних параметрів визначає стан системи у даний момент..
В загальному випадку термодинамічні параметри поділяються на інтенсивні й екстенсивні:
- інтенсивні не залежать від розмірів і маси системи (тиск, температура, питомий і молярний об'єми, питома і молярна внутрішня енергія, питома і молярна ентальпія та ентропія);
- екстенсивні є пропорційними до кількості речовини або масі даної термодинамічної системи (об'єм, маса, внутрішня енергія, ентальпія, ентропія та ін.). Основні параметри стану — інтенсивні.

Термодинамічні властивості (параметри), крім поділу на екстенсивні й інтенсивні, можуть бути класифіковані як термічні й калоричні властивості (величини):
- до термічних властивостей належать: тиск, об'єм, температура, а також термічні коефіцієнти (ізотермічний коефіцієнт стиснення, коефіцієнт об'ємного розширення і термічний коефіцієнт тиску);
- до калоричних властивостей належать такі термодинамічні величини, як ентропія, внутрішня енергія, ентальпія, потенціал Гельмгольца, потенціал Ґіббса, теплоємність.

Розрізняють зовнішні і внутрішні параметри стану системи:
- зовнішні — це є фізичні величини, які залежать від положення у просторі системи і різних властивостей тіл, які є зовнішні по відношенню до даної системи. Для газу — це об'єм посудини, так як об'єм газу залежить від розташування зовнішніх тіл — стінок посудини. Для рідини, що знаходиться у відкритій посудині це є атмосферний тиск;
- внутрішні — фізичні величини, які залежать як від положення зовнішніх тіл по відношенню до системи тіл, так і від координат і швидкості частинок, які утворюють дану систему. Для газу внутрішні параметри є його тиск і енергія.